# 硬度试验
硬度试验根据试验方法大致分为：
1. 刻划硬度试验
2. 压入硬度试验
3. 回弹硬度试验（动态硬度，或绝对硬度）
4. 其它硬度试验法

## 刻划硬度试验
将欲检测的材料与一个或多个已知硬度的材料相互刻划，在后者上留下划痕说明硬度≥后者，反之≤后者硬度。这类方法能够通过比较粗略估计硬度，但不够精确。
常用的刻划硬度试验为铅笔硬度试验、莫氏硬度试验（又称摩氏硬度试验）、锉刀硬度试验等。

## 压入硬度试验
将特制的压头用一定负荷压入在材料上一段时间，通过测量形成的压痕来确定硬度。硬度高的材料上产生的压痕小。
常用的压入硬度试验主要有：布氏硬度试验、洛氏硬度试验、维氏硬度试验、邵氏硬度试验、果品硬度试验等。

## 回弹硬度试验
将以物理性质已知的物体用一定速度撞击待测物体，回弹速度越高说明硬度越高
常用的回弹硬度试验主要有：肖氏硬度试验、里氏硬度试验等。

## 其它硬度试验法
例如磁硬度试验等。